# カイル・ミリング
カイル・ミリング（kyle Milling、1974年7月27日 - ）は、アメリカ合衆国イリノイ州デュページ郡出身のバスケットボール指導者。

## 来歴

### 選手時代
家庭がバスケットボールファミリーで、母方の従兄弟が元NBA選手であったなどの影響でバスケを始めた。
高校時代は、カリフォルニア州のパウウェイ・ハイスクールのバスケットボールチームTITANSでプレーした。カイルの兄弟であるチャド・ミリングおよび後に女子バレーボールのアメリカ代表になるカラ・ミリングも同じチームでプレーした。1992年には平均19得点12リバウンドを記録してCIF(California Interscholastic Federation)のAll First teamにセンターとして選ばれている。
大学はNCAA1部ビッグウェストカンファレンスに所属するカリフォルニア大学サンタバーバラ校(UCSB)に進学して1992-93,1993-94の2シーズンを過ごした後に、パシフィック10カンファレンスに所属するオレゴン大学に移籍して、1994-95の1シーズンをレッドシャツ制度、1995-96,1996-97の2シーズンを選手としてプレーした。
UCSBでの2シーズンは、59試合に出場して平均5.7得点、4.7リバウンド。オレゴン大学での２シーズンは57試合に出場して平均12.1得点 7.9リバウンドを記録している。
大学卒業時の1997年のNBAドラフトでは指名されず、ベルギーで6週間のトライアウトを受けた後に、1997-98シーズンはフランスLNB2部のナント・レゼ・バスケットと契約。34試合に出場し、1試合平均34.6分出場で、2.0アシスト、0.9スティール、13.5得点を記録した。
1998-2000の2シーズンは、日本の日立製作所の実業団チーム日立大阪ヘリオスと契約した。
2000-01シーズンはフランスLNB2部のRueil Pro Basketと契約、17試合に出場し、1試合平均29.2分出場で、1.5アシスト、0.9スティール、13.3得点を記録した。
2001-02シーズンはフランスLNB1部のÉBポー・オルテッズと契約、25試合に出場し、1試合平均13.7分出場で、0.4アシスト、0.2スティール、5.6得点を記録し、ユーロリーグで14試合に出場した。
2002シーズンにはフランスLNB1部のHyères-Toulonと契約して、2008-09シーズンまで7シーズンをプレーした。
2009-11シーズンは、AS Monaco Basketと契約し、2011シーズンの終了時に35歳で選手としてのキャリアを終えて引退した。

### 指導者時代
2011-13の2シーズンは、帰国して故郷のカリフォルニア州のMt.カーメル・ハイスクールの教員として、同校のJunior varsity teamにおいて指導を行った。
2013-14シーズンからはフランスに戻り、選手時代を長く過ごしたフランス２部Pro-BリーグのHyères-Toulonのアシスタントコーチを2シーズン、2015-16から同チームのヘッドコーチに就任。最低予算のチームを率いて、Pro-Bリーグリーグ優勝ならびにフランス1部Pro-Aへ昇格した。同シーズンは"Coach of the Year ProB"を受賞している。
2016-17シーズンも、Pro-Aで最低予算のチームのヘッドコーチとしてHyères-ToulonのPro-A残留に成功した。
2017-18シーズンはPro-AリーグのLimoges CSP Eliteとヘッドコーチとして３年契約を結び、リーグ戦4位でプレーオフ準決勝に進出。ユーロカップではベスト16まで勝ち進んだ。
2018-19シーズンは、リーグ戦、ユーロカップでの苦戦が続き、直近の8戦で7敗を喫した後の2018年11月25日にチームから契約解除が発表された。
2020年5月18日に日本のB1リーグ東地区　横浜ビー・コルセアーズのヘッドコーチに就任した。ただし、新型コロナウイルスの日本国内での感染拡大防止の影響で、日本への入国に厳しい制限が続いていたため、シーズン開幕の9月に入っても入国できない状態が続いた。9月10日からBリーグ外国籍選手の条件付きでの入国が認める方針が定まったことから、9月23日に入国が発表された。なおこの条件とは「現地出発前72時間以内のコロナウイルス検査での陰性の証明」「日本入国時に空港でコロナウイルス検査の受検」「14日間の自主隔離」などである。このためカイル・ミリングがチームに合流できたのは、シーズン開幕後の10月8日である。シーズン成績は19勝40敗で東地区8位、総合16位だった。
2021年3月19日には、家族の事情によるシーズン終了後の退団と、2021-22シーズンはフランスLNB Pro A JDA Dijon Basketのヘッドコーチ就任が発表されたが、ヘッドコーチ就任前の5月にカイル・ミリング側の事情によりこの契約は解除され、6月5日に広島ドラゴンフライズとの契約が発表された。

## 人物

### バスケットボールプレイヤーとしての特徴
- インサイドプレイヤーで若い頃は主にパワーフォワード、年齢を重ねてスピードが落ちてからはセンターでプレーした[10]。
- カイル・ミリング自身によれば、リバウンドやルーズボールに積極的に飛び込むなどディフェンス面も期待された泥臭いプレイをする選手であった[10]。

### バスケットボール指導者としての考え方

#### 3つの哲学
カイル・ミリングはバスケットボールチームの指導において3つのフィロソフィーを掲げている
```
CREATE A TEAM
チームを小さな企業として捉え、全ての選手にビジネスが機能するために自分が果たすべき役割を考える事を求めている。チームメイトへの尊重と互いの思いやりはチームケミストリーを醸成するための基盤である。

BUILD CONFIDENCE
選手個人とチームのどちらにとっても「自信を持ってプレーする」ことが勝利への鍵となる。選手同士とスタッフとの信頼感は、チームの勝利において不可欠な要素である。

STATISTICAL OBJECTIVES
ディフェンス指標、リバウンド数、平均アシスト数の3つ領域を重視する。この3つの指標は選手の才能に依存した数字ではなく、チームの勝利に対する執念、アグレッシブな姿勢、選手のプライドが表れている。

```

### バスケットボール指導者としての評価
- 横浜ビー・コルセアーズの山田謙治アシスタントゼネラルマネージャーは、2020年にカイル・ミリングと契約した理由について「強豪チームだけでなく様々なチームを指揮した経歴もあり、ディフェンスのレベルアップと状況に応じた柔軟性のある指揮に期待しております。また、コミュニケーションと信頼関係の構築を大切にされており、その人柄や情熱、真面目さでチームに新しい文化をもたらして頂ける」[12]と述べている。
- 広島ドラゴンフライズの岡崎 修司 ゼネラルマネージャーは、2021年にカイル・ミリングと契約した理由について「自分の仕事に徹する『遂行力』を持ち、優れた『人格者』であったことです。チームを変革し、成長する上では、成長痛を伴います。カイルコーチは良い、悪いを明確にし、結果を出すために、時には厳しい意見も選手やスタッフに伝えていくことのできるヘッドコーチです。その中で、一人一人との信頼関係の構築にも努力を惜しまない姿勢も持ち合わせております。」「強固なチームディフェンスを作り上げ、リバウンドを制し、流れるような攻撃で組織的に得点を伸ばしていきます。特に、守備を最優先するチームディフェンスの構築を得意としている。」と述べている[13]。

### 趣味・嗜好
- ヘッドコーチとして、バスケの試合時にはブラックスーツかダークグレースーツにホワイトシャツと決めている[1]。
- 好きな料理はメキシコ料理、日本食では寿司、焼き鳥、お好み焼き、ラーメン、鉄板焼きなどを好むが、特に餃子が好物である[1]。
- 趣味は水泳、セーリング、料理。得意は肉料理で家庭ではバーベキュー料理、チキンケバブなどを担当している。その他にレモンチキンスープ、やイタリアンな味付けのスープなどもレパートリーに入っている[1]。
- 好きな映画は闘争がテーマの映画で、一番好きな映画はブレイブハート。好きな男性俳優はメル・ギブソン、好きな女性俳優はスカーレット・ヨハンソンである[1]。

### エピソード
- 選手、指導者として長い期間をフランスで過ごしたこともあり、フランス語は堪能だがフランス人からは発音アクセントがあまり良くないと言われている[1]。
- 座右の銘は『Never Too High, Never Too Low（勝って驕らず、負けて腐らず。）』[1][注 1]
- 来日後に教わった日本語である「ヨキ（善き）」を気に入り、勝利した試合後のインタビューでは「ヨキヨキヨキ！」とシャウトするのが定番で横浜ビー・コルセアーズのブースターにも好評だった[14]。
- 息子のKane Millingもバスケットボール選手でNCAAi部ネバダ大学Wolf Packに所属していた。

## 年表
- Hyeres-Toulon Var Basketアシスタントコーチ (ProB)（2013年 - 2014年）
- Hyeres-Toulon Var Basketアシスタントコーチ (FRANCE-ProB)（2014年 - 2015年）
- Hyeres-Toulon Var Basketヘッドコーチ (FRANCE-ProA)（2015年 - 2017年）
- Limoges CSP Eliteヘッドコーチ (FRANCE-ProA)（2017年 - 2019年）
- 横浜ビー・コルセアーズ (日本　Bリーグ1部)（2020年 - 2021年）
- 広島ドラゴンフライズ (日本　Bリーグ1部)（2021年 - ）

### ヘッドコーチ成績
| チーム                 | シーズン  | G  | W  | L  | W–L% | シーズン結果 | PG | PW | PL | PW–L% | 最終結果   |
| ---------------------- | --------- | -- | -- | -- | ---- | ------------ | -- | -- | -- | ----- | ---------- |
| Hyères-Toulon          | 2015-2016 | 34 | 24 | 8  | .750 | Pro-B 優勝   |    |    |    | –     |            |
| Hyères-Toulon          | 2016-2017 | 34 | 11 | 23 | .324 | Pro-A 15位   |    |    |    | –     |            |
| Limoges CSP            | 2017-2018 | 34 | 20 | 14 | .588 | Pro-A 4位    |    |    |    | –     |            |
| Limoges CSP            | 2018-2019 | 11 | 4  | 7  | .364 |              |    |    |    | –     |            |
| 横浜ビー・コルセアーズ | 2020-2021 | 59 | 19 | 40 | .322 | B1東地区8位  |    |    |    | –     | B1総合16位 |